# PocketBook 360

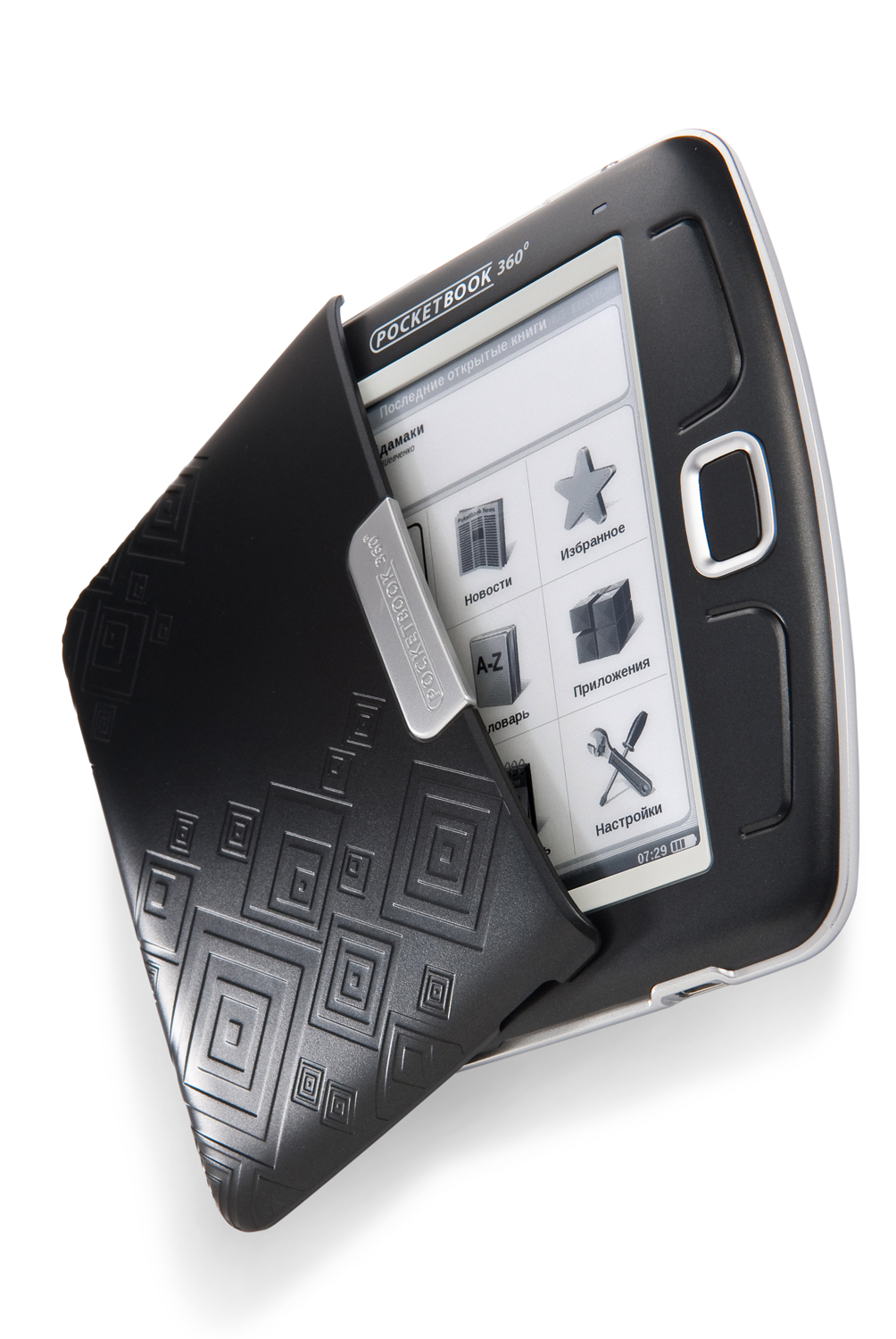
PocketBook 360

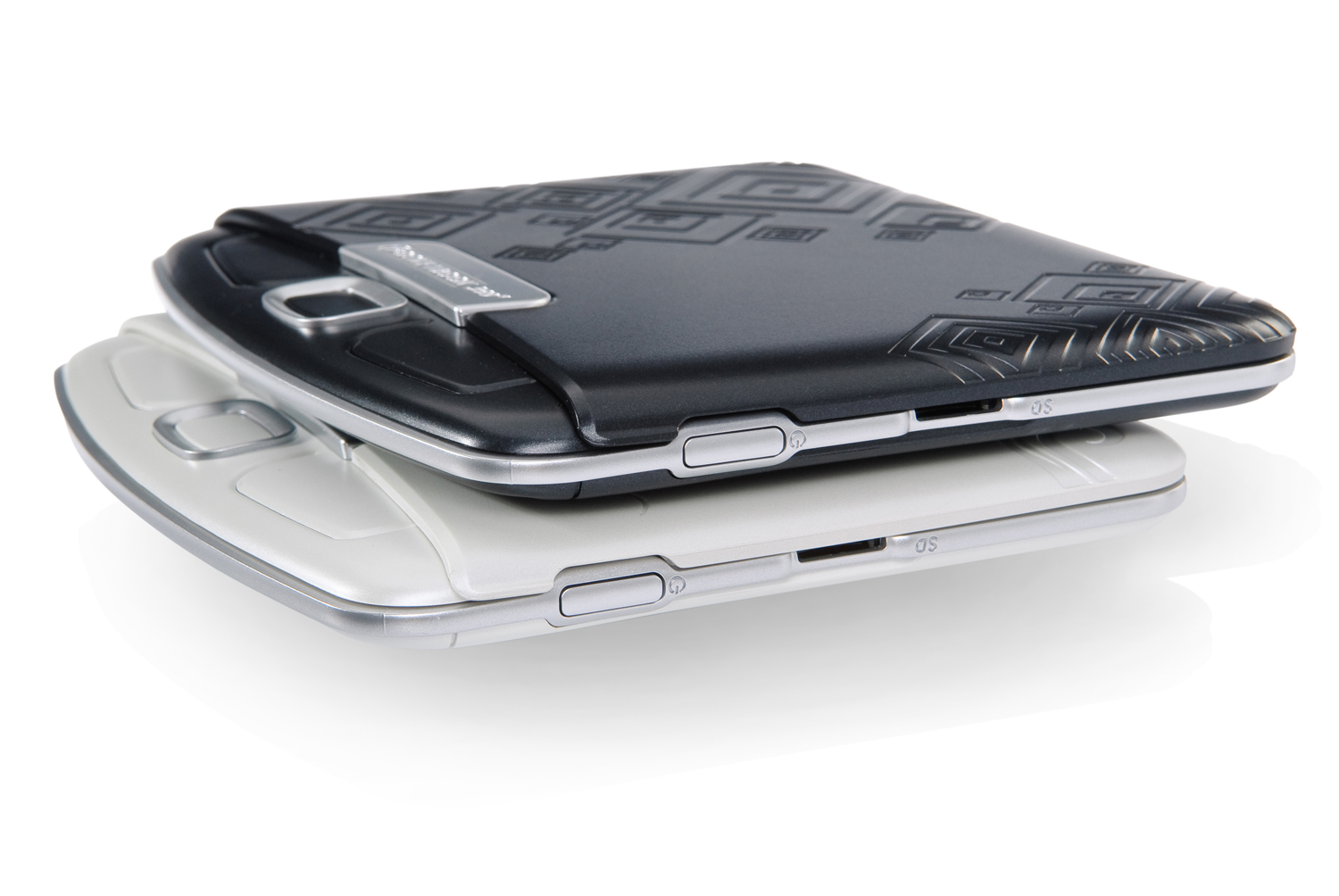
PocketBook 360

PocketBook 360 — електронна книга нового покоління, розроблена в Україні компанією PocketBook на основі технології «електронного паперу», котра забезпечує високий рівень комфорту при читанні. 
Особливостями пристрою є:
- низька енергоємність — акумулятор дозволяє прочитати до 7 000 сторінок без підзарядки.
- компактність — 10 мм;
- мала вага — 150 г
- простота у використанні.

Внутрішня пам'ять 512 Mb може вмістити близько 2 000 книг у форматах: FB2, TXT, PDF, RTF, HTML, PRC, DOC, EPUB та інших.

## Характеристики
| Дисплей            | 5" Eink® Vizplex, 600×800, 200 dpi                            |
| Процесор           | Samsung® S3C2440 AL-40 400 MHz                                |
| Операційна система | Linux                                                         |
| Батарея            | Li-Polymer (1 000 mAh)                                        |
| Пам'ять            |                                                               |
| Оператива          | 64 Mb                                                         |
| Постійна           | 512 Mb                                                        |
| Комунікації        | mini USB (v 2.0)                                              |
| Слот пам'яті       | microSD, microSDHC card                                       |
| Формати книжок     | FB2, TXT, PDF, DJVU, RTF, HTML, PRC, CHM, EPUB, DOC, TCR, ZIP |
| Формати зображення | JPEG, BMP, PNG, TIFF                                          |
| Гіроскоп           | вбудований                                                    |
| Розмір з кришкою   | 118×140×12 мм                                                 |
| Розмір без кришки  | 118×140×10 мм                                                 |
| Вага               | близько 150 г                                                 |
| Колір              | чорний, слонова кістка                                        |